# John Talen
John Talen (Meppel, 18 gennaio 1965) è un ex ciclista su strada olandese.
Da dilettante nel 1986 vinse il titolo mondiale nella cronometro a squadre e la medaglia d'argento nella gara individuale su strada. Fu poi professionista dal 1987 al 2000, vincendo una Dwars door Vlaanderen e uno Scheldeprijs.

## Carriera
Attivo come dilettante dal 1984, nel 1986 a Colorado Springs vinse il titolo mondiale nella cronometro a squadre di 100 km, insieme a Rob Harmeling, Tom Cordes e Gerrit de Vries, e concluse secondo nella prova in linea di categoria, battuto dal tedesco orientale Uwe Ampler. 
Professionista dal 1987 con la Panasonic, vinse la Dwars door België 1988, il Grote Scheldeprijs 1990 e una tappa alla Tirreno-Adriatico 1990; si classificò anche terzo al Giro delle Fiandre 1990. Nel 1991 passò alla PDM-Ultima-Concorde, con cui conquistò una tappa al Giro del Delfinato 1991; in stagione fu anche nazionale olandese nella prova dei professionisti ai mondiali di Stoccarda. Vestì poi le maglie di TVM-Bison Kit (1993) e Mercatone Uno-Saeco; dal 1996 fu attivo in formazioni minori belghe e neerlandesi. In carriera partecipò a quattro edizioni del Tour de France (nell'edizione 1994 fu ultimo nella classifica generale) e a due del Giro d'Italia, ritirandosi dalle corse nel 2003.

## Palmarès
- 1984 (dilettanti)

Ronde van de Achterhoek
5ª tappa Olympia's Tour (Schijndel > Nuth)
Prologo Omloop van de Mijnstreek
- 1985 (dilettanti)

1ª tappa Ster van Brabant
3ª tappa Ster van Brabant
Classifica generale Ster van Brabant
Classifica generale Olympia's Tour
- 1986 (dilettanti)

3ª tappa Région Pays de la Loire Tour (Mayet > Écommoy)
Campionati olandesi, Prova in linea Dilettanti
3ª tappa Olympia's Tour (Groningen > Hardewijk)
Romsée - Stavelot - Romsée
1ª tappa Rheinland-Pfalz Rundfahrt
- 1988 (Panasonic - Isostar, due vittorie)

Dwars door België
Grand Prix Pino Cerami
- 1989 (Panasonic - Isostar, una vittoria)

Circuito de Getxo
- 1990 (Panasonic - Sport life, due vittorie)

1ª tappa Tirreno-Adriatico (Bacoli > Bacoli)
Grote Scheldeprijs
- 1991 (PDM - Ultima - Concorde, sei vittorie)

1ª tappa Giro del Delfinato (Chamonix > Cluses)
3ª tappa Vuelta a Burgos (Salas de los Infantes > Miranda de Ebro)
1ª tappa Vuelta a los Valles Mineros (El Berrón > Mieres)
2ª tappa Herald Sun Tour (Christies Beach > Victor Harbour)
1ª tappa Mazda Alpine Tour (Canberra > Cootamundra)
7ª tappa Mazda Alpine Tour (Bateman's Bay > Goulburn)
- 1993 (TVM - Bison Kit, una vittoria)

2ª tappa, 2ª tappa Hofbrau Cup (Enzklösterle > Bad Wildbad)
- 1997 (Foreldorado - Golff, tre vittorie)

1ª tappa Olympia's Tour (Hoogeveen > Hoogeveen)
Woudenomloop
GP Paul Borremans
- 1998 (due vittorie)

Woudenomloop
10ª tappa Olympia's Tour (Zaltbommel > Almere)
- 1999 (Batavus - Bankgiroloterij, una vittoria)

3ª tappa Olympia's Tour (Raalte > Almere)
- 2000 (Spar - OKI - Daewoo, una vittoria)

Woudenomloop
- 2001 (due vittorie)

7ª tappa Ruban Granitier Breton (Montfort-sur-Meu > Mauron)
Flèche Hesbignonne

### Altri successi
- 1986 (dilettanti)

Campionati del mondo, Cronosquadre Dilettanti
- 1987 (Panasonic - Isostar)

Kermesse di Rotterdam
- 1988 (Panasonic - Isostar)

1ª tappa Tour de France (La Haie Fouassière > Ancenis)
- 1990 (Panasonic - Sportlife)

Ronde van Ulvenhout
Criterium di Apeldoorn
- 1992 (PDM - Ultima - Concorde)

Kermesse di Melsele
- 1995 (Mercatone Uno - Saeco)

Criterium di Ystad
Aalsmeer, Derny
- 1997 (Foreldorado - Golff)

Nationale Sluitingsprijs
Criterium di Aalsmeer
- 1999 (Batavus - Bankgiroloterij)

1ª tappa Prueba Challenge Costa Brava-Lloret de Mar (Lloret de Mar > Lloret de Mar)
Classifica generale Prueba Challenge Costa Brava-Lloret de Mar
- 2001

Campionati olandesi, Prova club

### Ciclocross
- 1996-1997

Bleiswijk
Honselersdijk
Rotterdam
Leiden

## Piazzamenti

### Grandi Giri
- Giro d'Italia

1987: 114º
1989: 105º
- Tour de France

1988: 150º
1989: fuori tempo (10ª tappa)
1993: 122°
1994: 117°
- Vuelta a España

1991: 83º
1992: non partito (18ª tappa)
1993: 107º

### Classiche monumento
- Milano-Sanremo

1987: 98º
1988: 37º
1989: 46º
1990: 13º
1991: 138º
- Giro delle Fiandre

1987: 64º
1988: 21º
1990: 3º
1991: 14º
1992: 20º
1993: 30º
1994: 96º
- Parigi-Roubaix

1987: 41º
1988: 12º
1990: 10º
1991: 11º
1992: 30º
- Liegi-Bastogne-Liegi

1988: 43º
1990: 29º
1991: 47º

### Competizioni mondiali
- Campionati del mondo su strada

Giavera del Montello 1985 - In linea Dilettanti: 76°
Colorado Springs 1986 - In linea Dilettanti: 2°
Colorado Springs 1986 - Cronosquadre Dilettanti: vincitore
Stoccarda 1991 - In linea: ritirato